# Profesjonalna Liga MMA

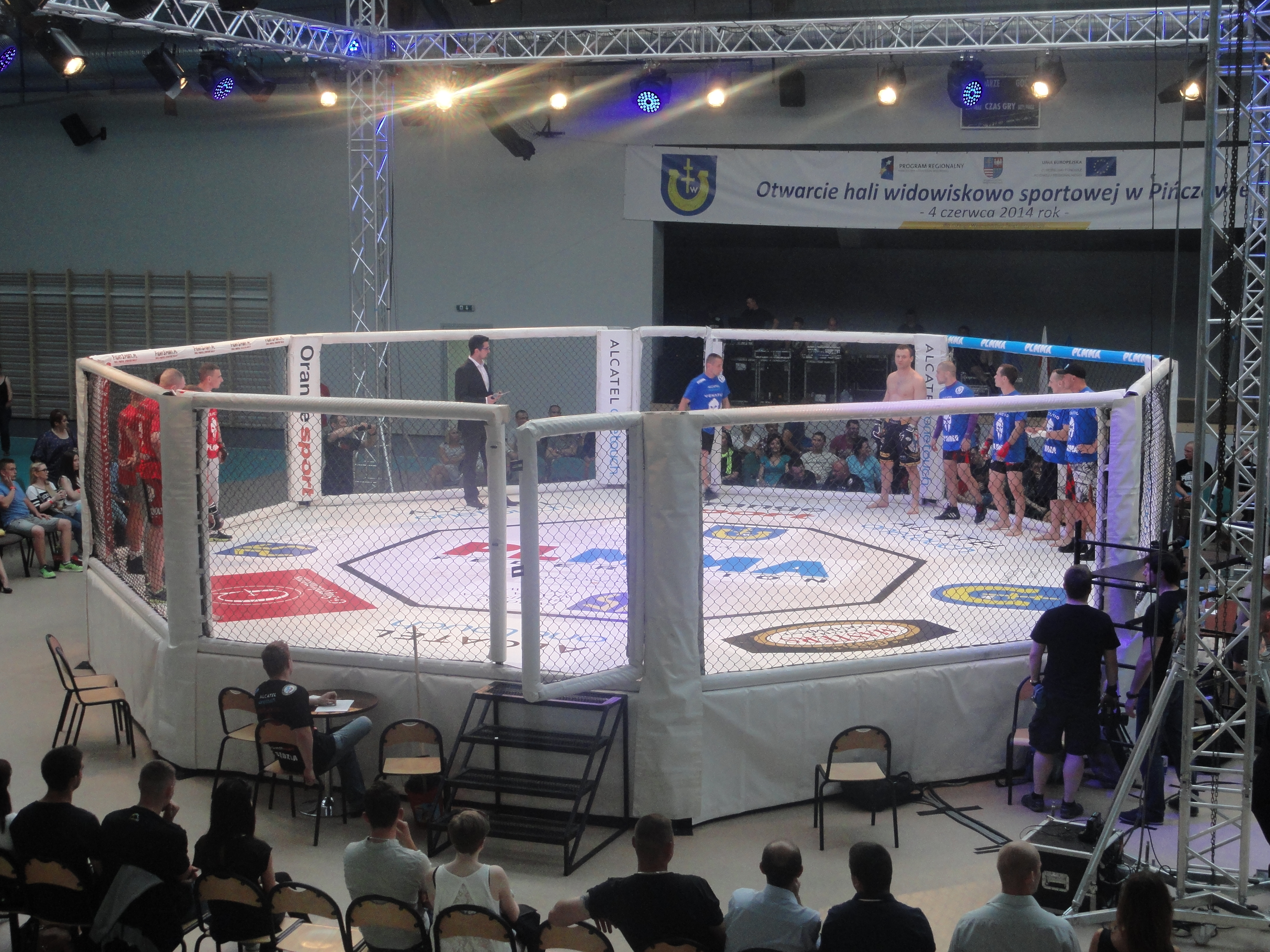
Klatka PLMMA w której toczone są pojedynki (zdjęcie z PLMMA 35 w Pińczowie)

Profesjonalna Liga MMA, PLMMA – polska organizacja promująca mieszane sztuki walki (MMA).

## Historia
PLMMA głównie skupia się na promocji wyróżniających się zawodników którzy startowali m.in. na zawodach Amatorskiej Ligi MMA oraz mniej doświadczonych zawodników. PLMMA często współpracuje z innymi federacjami przy organizacji gal m.in. Warmia Heroes, XCage czy Thunderstrike Fight League. W latach 2013–2016 gale były nadawane przez telewizję Orange Sport poprzez transmisję na żywo lub retransmisję. Od 2013 PLMMA jako pierwsza polska organizacja współpracuje z komisją antydopingową. Ściśle związana z Profesjonalnym Związkiem MMA, w którego składzie zasiada prezes związku Andrzej Parzęcki, Mirosław Okniński (PLMMA) oraz Sławomir Cypel (ALMMA). Od listopada 2014 roku gale PLMMA są sankcjonowane przez Międzynarodową Federację MMA (ang. International Mixed Martial Arts Federation, IMMAF).
Od 2014 na wyznaczonych wcześniej galach Profesjonalnej Ligi MMA odbywają się również eliminacje na Mistrzostwa Świata Amatorów IMMAF.
Na przełomie lipca/sierpnia 2015 została powołana przez Mirosława Oknińskiego federacja Amateur Fighting Championship (AFC) promująca pojedynki w formule amatorskiej które odbywają się na galach PLMMA. Organizowane są m.in. walki mistrzowskie w poszczególnych kategoriach wagowych. Najlepsi zawodnicy otrzymają szanse na wyjazd na Mistrzostwa IMMAF.
10 lutego 2017 organizacja ogłosiła współpracę z ogólnodostępną telewizją TV Puls, która uzyskała prawa do transmisji gal. Pierwszą galą transmitowaną na żywo była gala PLMMA 72, która odbyła się 4 marca w Łomiankach.
27 czerwca 2017 ogłoszono, że kolejne gale PLMMA będą transmitowane w TVN Turbo, która uzyskała prawa do transmisji gal. Pierwszą galą transmitowaną na żywo będzie gala PLMMA 74, która odbędzie się 7 października w Toruniu.

## Zasady i reguły
Gale regionalne i wojewódzkie, które odbywają się przez cały rok, są objęte regułami amatorskiego MMA Full-contact z tą różnicą, że zawodnicy walczą bez ochraniacza na głowę i golenie, toczą pojedynek na dystansie 3 rund po 3 minuty oraz nie mogą zadawać uderzeń łokciami w głowę przeciwnika. Walki na dużych galach tzw. Extra toczą się w myśl zasad, z których korzysta największa organizacja MMA na świecie, czyli UFC – pojedynek trwa 3x5 minut oraz zawodnicy mogą używać łokci w walce. Walki odbywają się w klatce.

## Mistrzowie
PLMMA jak inne mniejsze lub większe federacje również organizuje walki o mistrzostwo w danej kategorii wagowej.
| Kategoria         | Waga               | Mistrz             | Od         | Obrony tytułu |
| ----------------- | ------------------ | ------------------ | ---------- | ------------- |
| Ciężka            | do 120 kg (265 lb) | wakat              |            |               |
| Półciężka         | do 93 kg (205 lb)  | Michał Pasternak   | 19.10.2019 | 0             |
| Średnia           | do 84 kg (185 lb)  | Karol Linowski     | 29.03.2019 | 0             |
| Półśrednia        | do 77 kg (170 lb)  | Robert Bryczek     | 04.11.2016 | 0             |
| Lekka             | do 70 kg (155 lb)  | wakat              |            |               |
| Piórkowa          | do 66 kg (145 lb)  | Damian Frankiewicz | 27.02.2016 | 0             |
| Kogucia           | do 61 kg (135 lb)  | wakat              |            |               |
| Musza             | do 57 kg (125 lb)  | Piotr Kamiński     | 04.03.2017 | 0             |
| Musza (kobiety)   | do 57 kg (125 lb)  | Izabela Badurek    | 27.02.2016 | 0             |
| Atomowa (kobiety) | do 48 kg (105 lb)  | wakat              |            |               |

## Lista mistrzów PLMMA

### Waga ciężka (do 120 kg)
| Nr                                                                                              | Mistrz                                        | Od                                             | Do                              | Obrony tytułu                                                    |
| ----------------------------------------------------------------------------------------------- | --------------------------------------------- | ---------------------------------------------- | ------------------------------- | ---------------------------------------------------------------- |
| 1.                                                                                              | Szymon Bajor (pokonał Błażeja Wójcika)        | 15 czerwca 2013 (PLMMA 18 Extra / Primie FC 4) | 8 stycznia 2014                 |                                                                  |
| Bajor został pozbawiony tytułu na początku 2014 roku z powodu związania się z inną organizacją. |                                               |                                                |                                 |                                                                  |
| 2.                                                                                              | Adam Wieczorek (pokonał Kewina Wiwatowskiego) | 5 grudnia 2015 (PLMMA 61 / AFC 5)              | 23 marca 2017                   | - wygrał z Zoumaną Cisse 21 maja 2016 (MMA Nastula Cup/PLMMA 67) |
| Wieczorek podpisał kontrakt z UFC                                                               |                                               |                                                |                                 |                                                                  |
| 3.                                                                                              | Łukasz Warchoł (pokonał Kewina Wiwatowskiego) | 1 grudnia 2017 (PLMMA 75)                      | 12 października 2018 (PLMMA 77) |                                                                  |
| 4.                                                                                              | Paweł Zakrzewski                              | 12 października 2018 (PLMMA 77)                | n.d.                            |                                                                  |
| Zakrzewski zszedł kategorię niżej i zwakował pas                                                |                                               |                                                |                                 |                                                                  |
| 5.                                                                                              | Kevin Szaflarski (pokonał Jurija Procenkę)    | 29 marca 2019 (PLMMA 78: Nowe Żywioły)         | aktualny                        | - wygrał z Fikro Bosnicem 19 października 2019 (PLMMA 79)        |

### Waga półciężka (do 93 kg)
| Nr                                                                                        | Mistrz                                         | Od                                        | Do               | Obrony tytułu |
| ----------------------------------------------------------------------------------------- | ---------------------------------------------- | ----------------------------------------- | ---------------- | ------------- |
| 1.                                                                                        | Michał Gutowski (pokonał Macieja Browarskiego) | 28 grudnia 2013 (PLMMA 26 Extra)          | 12 kwietnia 2014 |               |
| 2.                                                                                        | Martin Zawada                                  | 12 kwietnia 2014 (PLMMA 31 Extra)         | grudzień 2015    |               |
| Zawada został pozbawiony tytułu w grudniu 2015 z powodu porażki na gali M-1 Challenge 63. |                                                |                                           |                  |               |
| 3.                                                                                        | Kewin Wiwatowski (pokonał Piotra Kalenika)     | 4 listopada 2016 (PLMMA 70: Championship) | 20 maja 2017     |               |
| 4.                                                                                        | Łukasz Klinger                                 | 20 maja 2017 (PLMMA 73)                   | n.d.             |               |
| Klinger został pozbawiony pasa                                                            |                                                |                                           |                  |               |
| 5.                                                                                        | Kewin Wiwatowski (pokonał Pawła Zakrzewskiego) | 29 marca 2019 (PLMMA 78: Nowe Żywioły)    | n.d.             |               |
| Wiwatowski został pozbawiony pasa                                                         |                                                |                                           |                  |               |
| 6.                                                                                        | Michał Pasternak (pokonał Pawła Zakrzewskiego) | 19 października 2019 (PLMMA 79)           | aktualny         |               |

### Waga średnia (do 84 kg)
| Nr                                                                  | Mistrz                                                       | Od                                     | Do                   | Obrony tytułu |
| ------------------------------------------------------------------- | ------------------------------------------------------------ | -------------------------------------- | -------------------- | --- |
| 1.                                                                  | Michał Szuliński (pokonał Mateusza Pogudza)                  | 19 kwietnia 2013 (PLMMA 14 Extra)      | 15 marca 2014        | |
| –                                                                   | Paweł Zalewski (pokonał o tymczasowy tytuł Sylwestra Borysa) | 19 października 2013 (PLMMA 23)        | 2014                 | |
| 2.                                                                  | Bartosz Fabiński                                             | 15 marca 2014 (PLMMA 29 Extra)         | 2014                 | |
| Fabiński zwakował tytuł po zmianie kategorii wagowej na półśrednią. |                                                              |                                        |                      | |
| 3.                                                                  | Nikos Sokolis (pokonał Antoniego Chmielewskiego)             | 19 czerwca 2015 (PLMMA 56)             | 23 października 2015 | |
| 4.                                                                  | Marcin Naruszczka                                            | 23 października 2015 (PLMMA 59/AFC 3)  | 4 marca 2017         | - wygrał z Krzysztofem Sadeckim 9 stycznia 2016 (PLMMA 62 / AFC 6) - wygrał z Pawłem Brandysem 21 maja 2016 (MMA Nastula Cup/PLMMA 67) - wygrał z Mattem Horwichem 4 listopada 2016 (PLMMA 70) |
| 5.                                                                  | Costello van Steenis                                         | 4 marca 2017 (PLMMA 72)                | n.d.                 | |
| Van Steenis został pozbawiony pasa                                  |                                                              |                                        |                      | |
| 6.                                                                  | Karol Linowski (pokonał Adama Biegańskiego)                  | 29 marca 2019 (PLMMA 78: Nowe Żywioły) | aktualny             | |

### Waga półśrednia (do 77 kg)
| Nr                                                                                   | Mistrz                                       | Od                                          | Do                   | Obrony tytułu                                             |
| ------------------------------------------------------------------------------------ | -------------------------------------------- | ------------------------------------------- | -------------------- | --------------------------------------------------------- |
| 1.                                                                                   | Paweł Żelazowski (pokonał Salima Touahriego) | 5 października 2013 (PLMMA 22 Black Dragon) | 24 października 2014 |                                                           |
| 2.                                                                                   | Mickael Lebout                               | 24 października 2014 (PLMMA 41 Extra)       | 27 marca 2015        | - wygrał z Szymonem Duszą 20 lutego 2015 (PLMMA 48 Extra) |
| Lebout zwakował tytuł pod koniec marca 2015 w związku z podpisaniem kontraktu z UFC. |                                              |                                             |                      |                                                           |
| 3.                                                                                   | Kamil Szymuszowski                           | 24 kwietnia 2015 (PLMMA 54)                 | maj 2015             |                                                           |
| Szymuszowski zwakował tytuł w maju 2015 w związku z podpisaniem kontraktu z KSW.     |                                              |                                             |                      |                                                           |
| 4.                                                                                   | Mateusz Strzelczyk (pokonał Dawida Drobinę)  | 5 grudnia 2015 (PLMMA 61 / AFC 5)           | kwiecień 2016        |                                                           |
| Pas mistrzowski został odebrany Strzelczykowi w związku z niepodjęciem obrony tytułu |                                              |                                             |                      |                                                           |
| 5.                                                                                   | Robert Bryczek (pokonał Artura Kamińskiego)  | 4 listopada 2016 (PLMMA 70: Championship)   |                      |                                                           |

### Waga lekka (do 70 kg)
| Nr | Mistrz                                         | Od                                        | Do                | Obrony tytułu |
| --- | ---------------------------------------------- | ----------------------------------------- | ----------------- | --- |
| 1. | Adrian Zieliński (pokonał Adama Golonkiewicza) | 15 listopada 2013 (PLMMA 24 Extra)        | lipiec 2015       | - wygrał z Niko Puhakką 10 maja 2014 (PLMMA 32 / Warmia Heroes 2) - wygrał z Mariana Ziółkowskiego 24 października 2014 (PLMMA 41 Extra) |
| Zieliński zwakował tytuł w lipcu 2015 w związku z podpisaniem kontraktu z Absolute Championship Berkut.    |                                                |                                           |                   | |
| 2. | Marian Ziółkowski (pokonał Semena Tyrlyę)      | 23 października 2015 (PLMMA 59/AFC 3)     | 19 marca 2016     | - wygrał z Jesusem Montero 9 stycznia 2016 (PLMMA 62 / AFC 6)                                                                            |
| Ziółkowski został pozbawiony tytułu 19 marca 2016 z powodu przegranej z Romanem Szymańskim na gali FEN 11. |                                                |                                           |                   | |
| 3. | Denilson Neves (pokonał Mariana Ziółkowskiego) | 4 listopada 2016 (PLMMA 70: Championship) | 17 listopada 2016 | |
| Neves został pozbawiony tytułu 17 listopada 2016 z powodu podpisania kontraktu z federacją KSW.            |                                                |                                           |                   | |
| 4. | Marian Ziółkowski (pokonał Dragana Pesica)     | 4 marca 2017 (PLMMA 72)                   | 30 maja 2018      | - wygrał z Reinaldo Teixeirą 20 maja 2017 (PLMMA 73) - wygrał z Tymoteuszem Świątkiem 1 grudnia 2017 (PLMMA 75)                          |
| Ziółkowski został pozbawiony tytułu 30 maja 2018 z powodu podpisania kontraktu z federacją KSW             |                                                |                                           |                   | |

### Waga piórkowa (do 66 kg)
| Nr | Mistrz                                         | Od                                | Do            | Obrony tytułu |
| --- | ---------------------------------------------- | --------------------------------- | ------------- | --- |
| 1. | Kamil Łebkowski (pokonał Kamila Maronia)       | 23 listopada 2013 (PLMMA 25)      | grudzień 2015 | - wygrał z Carlosem Prado 18 października 2014 (PLMMA 40) - wygrał z Sergiejem Semizhonem 6 marca 2015 (PLMMA 49 Extra) |
| Łebkowski zwakował tytuł pod koniec 2015 w związku z podpisaniem kontraktu z World Series of Fighting. |                                                |                                   |               | |
| 2. | Damian Frankiewicz (pokonał Patryka Duńskiego) | 27 lutego 2016 (PLMMA 63 / AFC 8) | aktualny      | |

### Waga kogucia (do 61 kg)
| Nr | Mistrz                                        | Od                                | Do               | Obrony tytułu                                                   |
| --- | --------------------------------------------- | --------------------------------- | ---------------- | --------------------------------------------------------------- |
| 1. | Mateusz Rajewski (pokonał Mikołaja Kaludę)    | 28 grudnia 2013 (PLMMA 26 Extra)  | 12 kwietnia 2014 |                                                                 |
| 2. | Dawid Pasternak                               | 12 kwietnia 2014 (PLMMA 31 Extra) | październik 2015 |                                                                 |
| Pasternak został pozbawiony tytułu w październiku 2015 z powodu porażki z Piotrem Olszynką na gali IFN. |                                               |                                   |                  |                                                                 |
| 3. | Piotr Olszynka (pokonał Mateusza Rajewskiego) | 5 grudnia 2015 (PLMMA 61 / AFC 5) | 27 lutego 2016   |                                                                 |
| 4. | Dawid Żywica                                  | 27 lutego 2016 (PLMMA 63 / AFC 8) | 7 sierpnia 2016  | - wygrał z Danim Barezą 21 maja 2016 (MMA Nastula Cup/PLMMA 67) |
| Żywica został pozbawiony tytułu w sierpniu 2016 z powodu porażki z Kamilem Selwą na gali Spartan Fight. |                                               |                                   |                  |                                                                 |

### Waga musza (do 57 kg)
| Nr | Mistrz                                     | Od                                        | Do                          | Obrony tytułu |
| --- | ------------------------------------------ | ----------------------------------------- | --------------------------- | ------------- |
| 1. | Ibrahim Barkinojew (pokonał Igora Wojtasa) | 14 września 2013 (PLMMA 20 Extra)         | 8 listopada 2014 (PLMMA 43) |               |
| Barkinojew został pozbawiony pasa z powodu znacznego przekroczenia wymaganego limitu wagowego (o 3 kg) w dzień oficjalnego ważenia. |                                            |                                           |                             |               |
| 2. | Marcin Lasota (pokonał Witalija Kozakowa)  | 6 marca 2015 (PLMMA 49 Extra)             | lipiec 2015                 |               |
| Lasota zwakował tytuł wiążąc się z organizacją ACB.                                                                                 |                                            |                                           |                             |               |
| 3. | Dawid Żywica (pokonał Sonica Valerianova)  | 4 listopada 2016 (PLMMA 70: Championship) | 26 grudnia 2016             |               |
| 26 grudnia 2016 roku poinformowano o śmierci Dawida Żywicy                                                                          |                                            |                                           |                             |               |
| 4. | Piotr Kamiński (pokonał Mikołaja Kałudę)   | 4 marca 2017 (PLMMA 72)                   | aktualny                    |               |

### Waga musza (kobiety) (do 57 kg)
| Nr | Mistrz                                   | Od                                | Do       | Obrony tytułu |
| -- | ---------------------------------------- | --------------------------------- | -------- | ------------- |
| 1. | Izabela Badurek (pokonała Izabelle Pare) | 27 lutego 2016 (PLMMA 63 / AFC 8) | aktualna |               |

### Waga atomowa (kobiety) (do 48 kg)
| Nr                                                           | Mistrzyni                                 | Od                             | Do            | Obrony tytułu |
| ------------------------------------------------------------ | ----------------------------------------- | ------------------------------ | ------------- | ------------- |
| 1.                                                           | Lena Thorevska (pokonała Annę Mołdawczuk) | 15 marca 2014 (PLMMA 29 Extra) | listopad 2015 |               |
| Thorevska związała się z ONE Championship w listopadzie 2015 |                                           |                                |               |               |

## Ciekawostki i inne informacje
- PLMMA jest pierwszą i jak dotąd jedyną profesjonalną organizacją w Polsce, która zorganizowała najwięcej gal w ciągu jednego roku – dokładnie to 19, drugą lokatę zajmuje federacja KSW – 12[22], a na trzecim miejscu jest nieistniejąca już federacja Coloseum – 8[23]
- Martin Zawada jest pierwszym obcokrajowcem (oficjalnie reprezentuje Niemcy) który został mistrzem PLMMA.
- 15 września 2013 roku na gali PLMMA 20 pierwszy raz w Polsce zostały przeprowadzone badania antydopingowe na zawodnikach MMA. Badania objęły wyłącznie walkę wieczoru, w której zmierzyli się Józef Warchoł i Kamil Bazelak. Warchoł poddał się badaniu, a Bazelak odmówił wzięcia w nim udziału[24].